# Otto Fielhauer

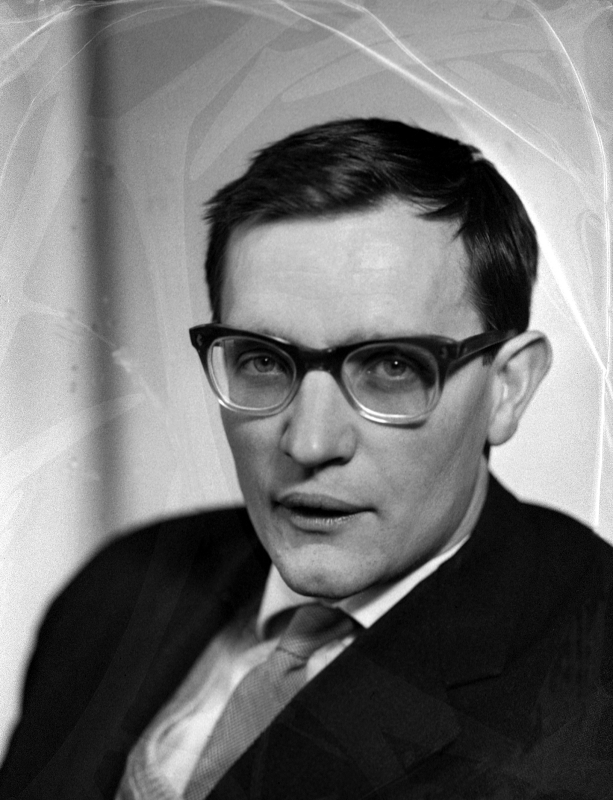
Otto Fielhauer (1962)

Otto Magnus Fielhauer (* 27. Mai 1929 in Wien; † 27. Juni 1994 ebenda) war Journalist und Autor. Nach seiner Arbeit für die sozialdemokratische Arbeiter-Zeitung (AZ) war er für das erfolgreiche Boulevardblatt Kronen-Zeitung tätig. Seine dortige Kolumne verfasste er unter dem Pseudonym Habakuk.

## Leben

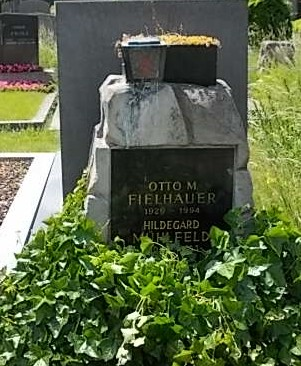
Grabstätte Otto Fielhauer

1956 bis 1958 war Fielhauer Chefredakteur der vom Verband sozialistischer Studenten Österreichs herausgegebenen Zeitschrift neue generation.
1963 brachte Fielhauer den späteren AZ-Chefredakteur Manfred Scheuch zum Blatt.
Als US-Präsident John F. Kennedy im November 1963 in Dallas, Texas, ermordet wurde, hielt sich Fielhauer gerade in den Vereinigten Staaten auf und reiste umgehend nach Dallas, um für die AZ zu berichten. Im Vorwärts-Verlag, in dem die AZ erschien, arbeitete er in dem Zimmer, das bis 1934 der Parteiideologe Otto Bauer verwendet hatte, um seine Leitartikel zu schreiben.
1973 erschien unter seinem Pseudonym Habakuk im Wiener Molden-Verlag das Buch Wiener Schmäh. Satiren und Humoresken, mit einem Vorwort von Fritz Muliar und Illustrationen von Emil.
Fielhauer starb am 27. Juni 1994 und wurde am 7. Juli in Wien, auf dem Döblinger Friedhof, bestattet (Gruppe 37, Reihe 2, Nummer 25).